# Génie végétal
Le génie végétal, ou génie biologique, désigne la mise en œuvre des techniques utilisant les végétaux (« végétalisation ») et leurs propriétés mécaniques et/ou biologiques, pour :
1. le contrôle, la stabilisation et la gestion des sols érodés ;
2. la restauration, la réhabilitation ou la renaturation de milieux dégradés, incluant une intégration paysagère des aménagements ;
3. la phytoréhabilitation ou phytoremédiation, correspondant à l’épuration ou la dépollution des sols et des eaux.

L’ingénierie végétale désigne la conception des projets d’application du génie végétal ou génie biologique. 
L'écologie scientifique considère de manière plus complète le champ d'application du vivant désormais repris sous le terme moderne de génie écologique.

## Complément
Le génie végétal considère entre autres les techniques employant le végétal (pailles, tiges de roseaux ou sagne branches, semences, plantations) formant des ouvrages comme armature dans les travaux de retenue de terre, les digues, les berges, les techniques de fascinage, etc. Ces techniques, encore employées au XIXe siècle, ont été par la suite supplantées par l'usage de moyens lourds comme les enrochements et le béton. L'un des atouts des ouvrages de génie végétal réside dans l'accroissement de leur efficacité dans le temps. Ainsi par exemple les boutures, couramment utilisées pour stabiliser les berges de rivières et les talus (clayonnages, fascinages...), se développent dans le sol et en surface, renforçant ainsi la solidité de l'ouvrage. Enfin, la plupart des ouvrages de génie végétal abritent une riche biodiversité floristique et faunistique qu'il convient de prendre de plus en plus en compte du fait de l’anthropisation croissante des milieux. 

## Historique de la terminologie
C’est dans les pays francophones que le terme génie végétal a été initialement utilisé à la fin du vingtième siècle. « Appliqué alors aux techniques végétales pour la protection des berges de cours d’eau, il a ensuite été étendu à d’autres espaces tels que les talus ferroviaires ou routiers, puis au domaine de la phytoremédiation ».
Sans avoir été dûment nommés, des ouvrages relevant du génie biologique ont cependant été réalisés au cours des siècles. Ainsi, de nombreux documents bibliographiques traitant d’aménagement en génie biologique existent. « Si les plus anciens datent du XVIIe siècle, la source la plus importante reste le XIXe siècle avec les apports de Surell, Demontzey, Thiéry, Mathieu, Défontaine ou Bernard.»  La plupart des ouvrages qu’ils proposent s’inscrivent dans le contexte de la loi de restauration des terrains en montagne (1882).

## Principales techniques
Un certain nombre de techniques utilisées en horticulture ou en sylviculture sont applicables au génie végétal. Parmi celles-ci, on peut citer  le semis, le bouturage, le marcottage et la plantation. 
D'autres techniques plus spécifiques, sont mises en œuvre pour la réalisation d’ouvrages réalisés à partir de végétaux pour la plupart ligneux :             
| Type de technique                        | Description |
| Lit de plants et/ou plançons/ cordons    | Ouvrage linéaire, parfois à rôle de butée, constitué d’un alignement de boutures, plançons et/ou plants, disposés selon une ou plusieurs courbes de niveau. |
| Couche de branches à rejets / garnissage | Ouvrage constitué de matériel végétal de diverses natures (branches, plançons, boutures ou plants), disposé côte à côte à plat, en oblique ou debout, en vue de former une couverture végétale dense. La couche de branches à rejets se distingue du garnissage en fonction de la nature et de la disposition du matériel végétal. |
| Fascine de ligneux                       | Ouvrage linéaire à rôle de butée, constitué d’un assemblage de boutures, de branches ou de plançons en « fagots » (faisceaux de bois et de branchages liés en paquets), ancré grâce à des pieux |
| Fascine d’hélophytes                     | Ouvrage linéaire à rôle de butée, constitué d’un ou de plusieurs boudins de géofilet biodégradable, remplis sur site de matériaux terreux ou gravelo-terreux, ancrés grâce à des pieux et plantés d’espèces d’hélophytes |
| Clayonnage / tressage                    | Ouvrage linéaire à rôle de butée, constitué de pieux autour desquels des boutures, des plançons ou des branches vivantes sont tressés ou entrelacés. On parle de tressage mort dès lors que l’ouvrage est constitué de pieux morts, autour desquels des constituants non vivants sont tressés ou entrelacés.                       |
| Palissade                                | Ouvrage linéaire à rôle de butée, constitué de pieux espacés derrière lesquels des boutures sont empilées une à une. On parle également de palissade lorsque les pieux sont vivants et jointifs. Un tunage désigne un ouvrage linéaire à rôle de butée, constitué de pieux morts souvent jointifs et/ou de planches.               |
| Caisson végétalisé                       | Ouvrage de soutènement des sols, constitué de rondins de bois assemblés entre eux sur différents étages, rempli de matériaux terreux ou gravelo-terreux et dont chaque niveau est végétalisé au moyen de lits de plants et plançons ou de boutures.                                                                                |
| Treillage-bois                           | Ouvrage de confortement de talus, constitué d’un assemblage de rondins de bois entrecroisés formant des casiers unitaires, au sein desquels sont régalés des matériaux terreux ou gravelo-terreux. |

## Techniques de phytoremédiation
| Type de technique                     | Principe d’action |
| Phytoépuration ou phytoassainissement | Les plantes réduisent la mobilité des polluants et donc leurs transferts horizontaux et verticaux (réduction du transfert de polluants vers la nappe phréatique par la réduction de la percolation des eaux dans les sols, stabilisation des polluants dans les racines des plantes).                           |
| Filtre planté                         | Les plantes et de cultures fixées, qui assurent phytoépuration sont installés dans un bassin composé d’un support de type granulats |
| Phytoextraction                       | Les plantes accumulent les éléments traces dans leurs parties aériennes récoltables, permettant ainsi de réduire les concentrations de polluants dans les sols en les exportant. Il s’agit d’une technique de dépollution partielle car la plante n’a accès qu’à la fraction biodisponible des polluants.       |
| Phyto/rhizodégradation                | Les plantes (phytodégradation) et les micro-organismes (rhizodégradation) dégradent les polluants organiques en constituants élémentaires plus simples et moins toxiques (minéralisation). Il s’agit d’une technique de dépollution qui vise à réduire les concentrations en polluants organiques dans les sols |

## Exemples d'application

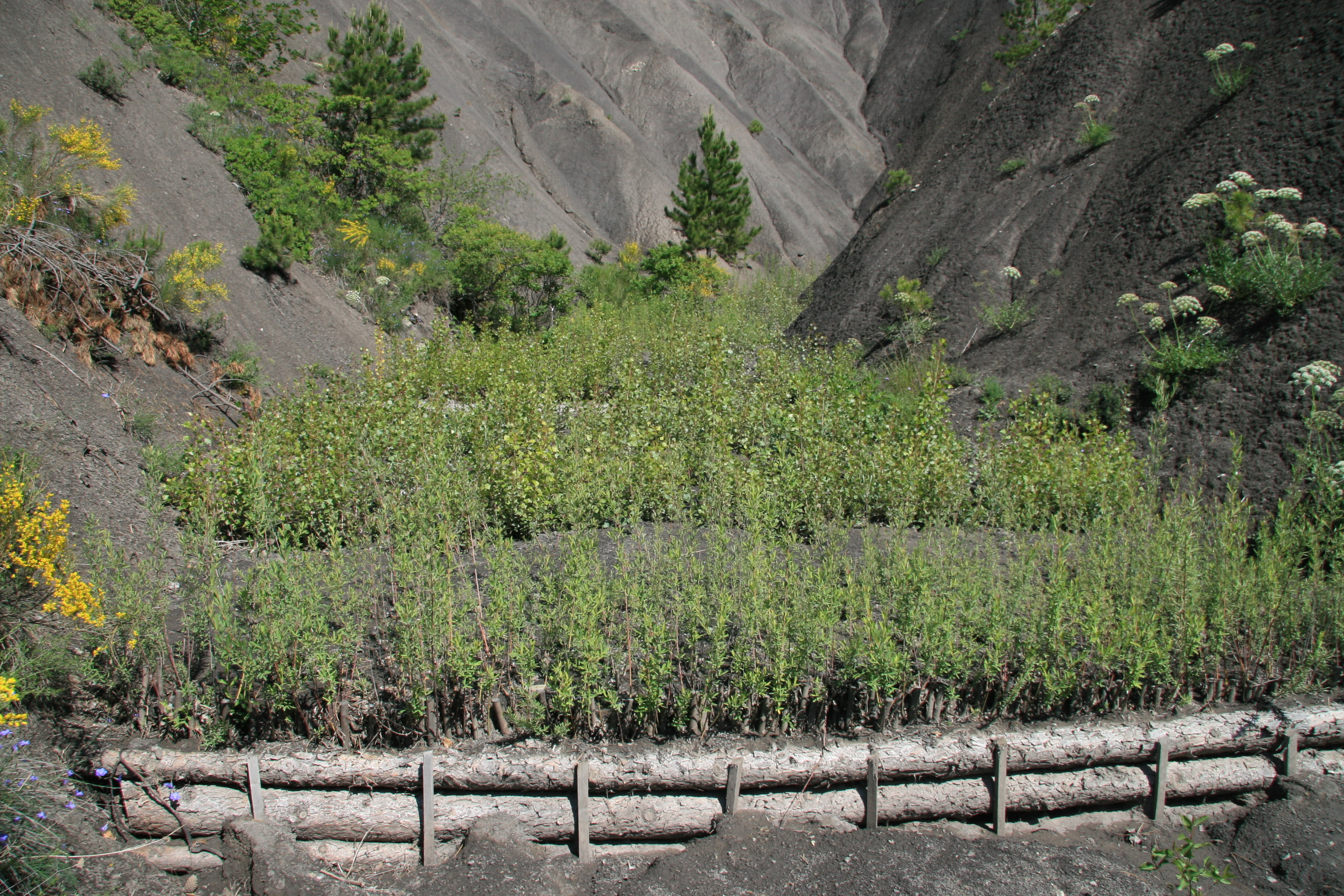
Exemple de barrière végétale installée dans une ravine pour piéger les sédiments en amont de la Durance,ici dans les Alpes de Haute Provence (04)

### Barrières végétales contre l’érosion dans le bassin versant de la Durance
L’érosion des sols marneux dans le bassin versant de la Durance, sous climat montagnard et méditerranéen, est responsable d’un excès de sédiments fins dans la rivière. Les conséquences sont d’ordres économique, social et écologique (inondation, colmatage de frayère, envasement des barrages hydroélectriques…). Afin de réduire ces apports de sédiments, une utilisation innovante du génie végétal peut permettre de contrôler l’érosion et la sédimentation au sein du bassin de la Durance. Mise au point par Irstea, elle consiste à laisser l’érosion se produire sur les versants et à stopper les matériaux érodés avant qu’ils n’atteignent la rivière, avec le moins possible d’interventions. Cela est envisageable grâce à l’utilisation d’ouvrages de génie végétal dans les lits des ravines érodées, avec le développement d’obstacles végétaux efficaces pour piéger et retenir les sédiments. Ces ouvrages sont essentiellement à base de boutures d’essences à croissance rapide. Trois essences sont utilisées : le saule pourpre, le saule drapé et le peuplier noir. Des mesures ont montré qu’une barrière végétale de 2 m2 peut retenir une quantité moyenne de 0,40 m3 de sédiments sur un an, avec un piégeage renouvelé et augmenté d'un dixième chaque année. Depuis 1998, des recherches et des expérimentations grandeur nature ont été menées. Les résultats des recherches ont été traduits sous forme de recommandations, de simulations et d’un plan d’intervention par génie végétal à l’échelle du territoire de la Durance. Les approches développées dans le contexte particulier du bassin versant de la Durance sont applicables à d'autres régions et pays présentant des problématiques similaires. A cet effet, un guide a été publié en 2018 pour aider les décideurs et gestionnaires des territoires dans leurs projets de restauration des milieux et de préservation des inondations. 

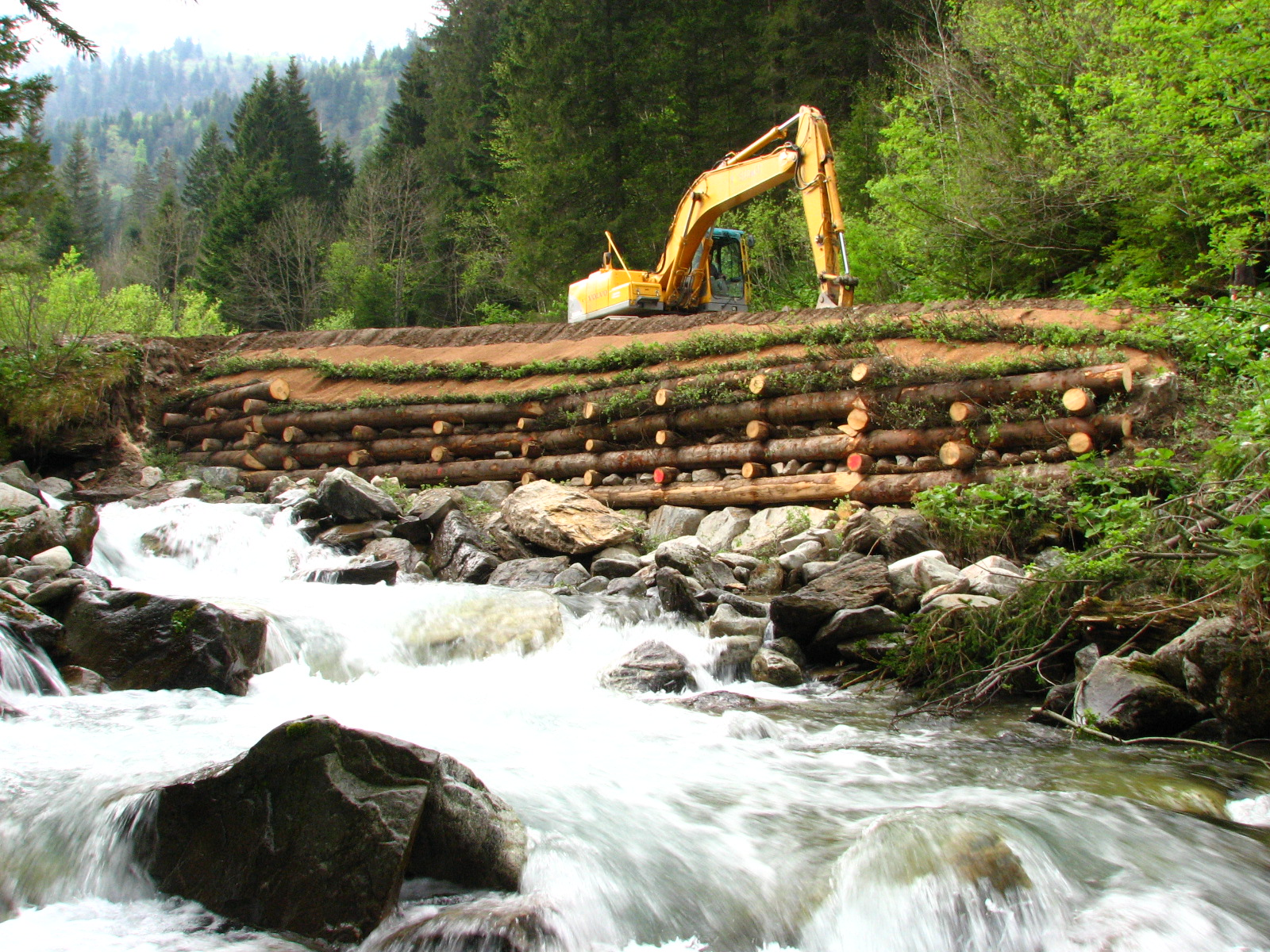
Réalisation d'un ouvrage de génie végétal sur les berges du Bens, un torrent traversant la forêt domaniale de Saint-Hugon (Isère). Cinq ans après les travaux, la végétation naturelle a colonisé les couches de branches à rejets.

### Génie végétal en rivière de montagne
Les techniques de génie végétal représentent une alternative intéressante aux ouvrages de génie civil, pour protéger les rivières de montagne tant d’un point de vue économique que d'un point de vue écologique. Dans le cadre du projet de recherche franco-suisse Géni'Alp plusieurs chantiers pilotes ont montré le potentiel du génie végétal pur et des techniques mixtes pour protéger des berges de rivières à forte pente (de 3 à 12 %), soumises à d'importantes contraintes physiques liées à l’eau et au transport solide, et dans des conditions inédites. Ainsi par exemple, des tests réalisés sur le Pamphiot (cours d'eau se jetant dans le lac Léman) lors des fortes crues de l’année 2015 ont montré que «les lits de plants et plançons implantés en pied de berge ont pu résister à des contraintes respectives de 108, 134 et 150 N/m2, la première saison de végétation, deux ans et deux ans et demi après leur réalisation. Or jusque-là, les valeurs renseignées pour ce type de technique étaient de 20 N/m2 juste après la réalisation». On note aussi que l’effet protecteur des végétaux sur les berges se fortifie « avec le temps et le développement des parties racinaires des végétaux ». Enfin, les ouvrages de génie végétal permettent de «retrouver un niveau de biodiversité (végétaux, coléoptères et macroinvertébrés benthiques) proches de celui des berges naturelles», ce qui n'est pas le cas avec des ouvrages de génie civil (réalisés avec des structures à base de béton, d'enrochements, etc.). Un ouvrage consultable en ligne synthétise les connaissances actuelles sur l’utilisation d’espèces et de techniques végétales en rivières de montagne.
En France, une base de données recensant les ouvrages de génie végétal pour la protection des berges a vu le jour en 2017. Elle couvre l'ensemble du territoire français métropolitain et d'outremer. Le projet conduit par l'OFB et INRAE recensait à la fin de l'année 2020, plus de 1200 ouvrages. La base de données est consultable sous forme cartographique sur le site internet Genibiodiv.

### Zones tampons humides artificielles pour dépolluer les eaux agricoles

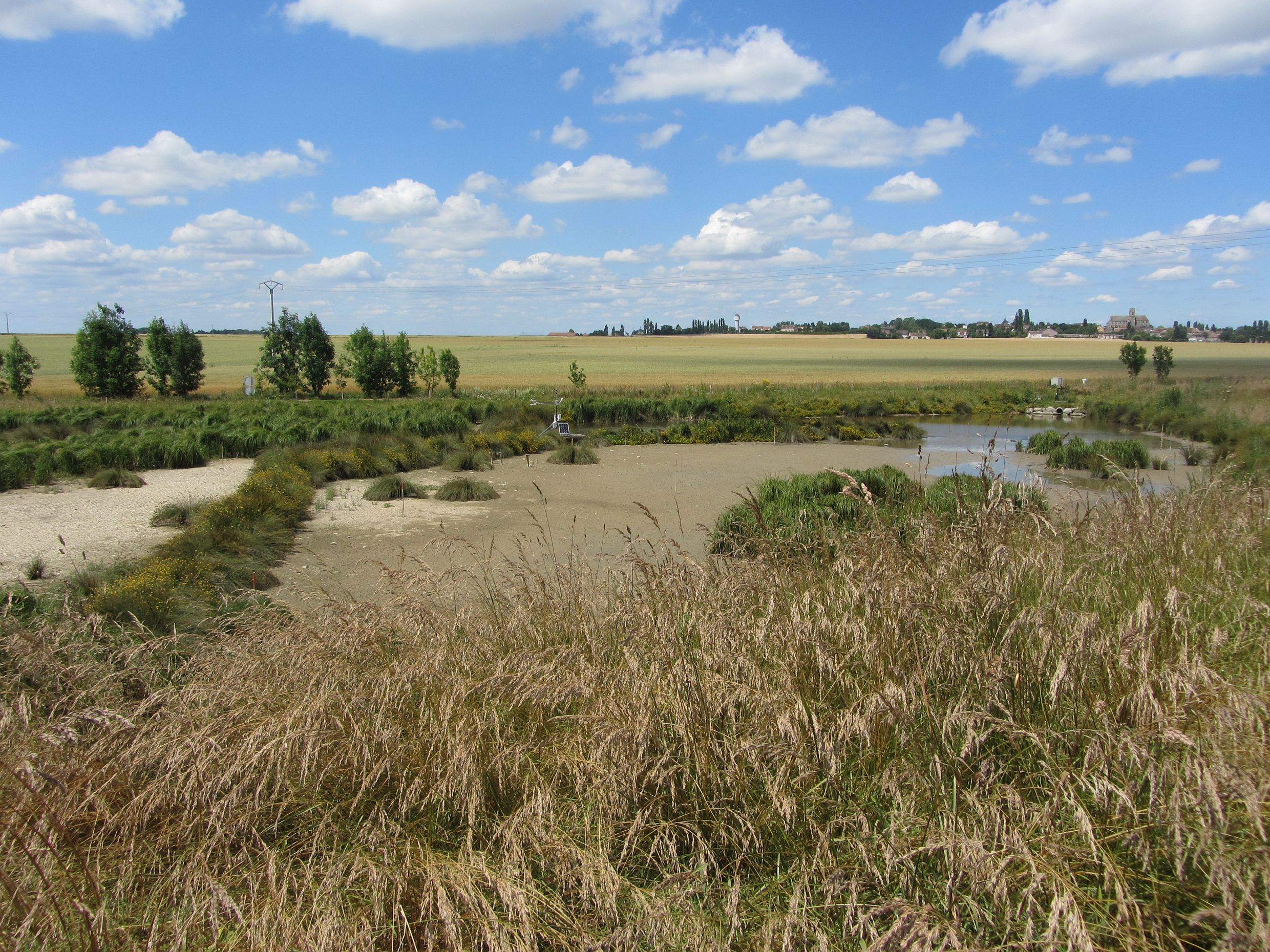
A Rampillon (77), une mare artificielle intercepte les eaux de drainage agricole. Les eaux chargées de nutriments et de pesticides y sont dépolluées (jusqu'à 50% d'abattement)

Pour limiter les impacts de la pollution agricole dans les cours d’eau, il est possible d’installer des zones tampons humides artificielles. Ces dispositifs captent les eaux de drainage des parcelles agricoles et les dirigent vers des bassins artificiels, où l’action combinée du soleil, des bactéries et des plantes dégrade les nitrates et les pesticides. Des essais réalisés par Irstea sur cinq sites instrumentés situés dans le bassin parisien (77 et 91) et en Indre et Loire (37) ont montré une diminution de 50 % des taux de pesticides et de nitrates. Plus la vitesse d’écoulement est ralentie, plus la dégradation est efficace. La végétation à un rôle actif pour le ralentissement hydraulique. C’est aussi une source d'habitat pour les micro-organismes responsables de la biodégradation. « Enfin, les plantes aquatiques contribuent à l’élimination directe des nitrates (environ 15% d’abattement), le reste étant dégradé par dénitrification».  Pour aider au déploiement de ce dispositif de génie biologique, un guide technique de mise en œuvre de zones tampons humides artificielles a été publié en accès libre, en 2015. Dans la région de la Brie, selon une étude réalisée en 2015, "on estime qu'il serait intéressant d’investir 1% de la surface agricole utile pour obtenir un abattement de 50% des polluants agricoles". Se pose cependant le problème de l’emprise foncière qui, dans des régions agricoles très productives comme la Brie, constitue un frein important.

## Autres exemples d'usage historique du génie végétal

### Usage du roseau en Belgique et en Hollande auXIXesiècle
Le roseau est commun dans les milieux aquatiques, il croît de préférence sur les plateaux sablonneux élevés ou bas des rivières, des fleuves ou des eaux stagnantes du moment qu'elles ne sont pas trop profondes, de même qu'aux bords des fossés, des canaux, des clôtures, des ruisseaux ou le long des digues intérieures. Aux Pays-Bas et en Belgique, au XIXe siècle, on préfère les roseaux à toute espèce de paille pour couvrir les habitations. Pays de canaux et de polders, le roseau clôt d'autre-part parfaitement les travaux hydrauliques, les vannes et écluses. Coupé en vert, il offre une résistance considérable à la destruction lorsque enfoui dans le sol. Ce n'est que la troisième année suivant la plantation que l'on récolte le roseau de digue (dijkriet). D'autres qualités de roseau prennent d'autre noms: pookriet roseau dague, kramriet, roseau crampon, beslagriet roseau de garniture, bladriet roseau feuille, cette dernière espèce seule est coupée verte et en feuilles aux mois d'août et septembre et sert comme couverture de digues contre le clapotage des vagues ou comme tamponnage des fuites d'eau. Le roseau de digue coupé avant que ne se développe la feuille ou après qu'elle est tombée sert spécialement surtout en Zélande pour les travaux hydrauliques souterrains, etc.. Au Canada, le roseau commun est une espèce exotique envahissante qui prolifère rapidement et menace la biodiversité des milieux naturels.

### Fascinage sur route au XIXesiècle
Encore au XIXe siècle, lorsqu'une route traverse un marais et en général lorsqu'elle est placée sur un sol tourbeux ou de peu de consistance on l'établit quelquefois sur un grillage en bois ou sur un fascinage, à moins qu'on ne préfère recharger à loisir les remblais en terre ou cailloutis à mesure qu'ils s'affaissent. On place un premier lit de fascinages transversalement à la route mais avec un peu d'obliquité vers l'amont, puis une couche de gravier de 40 à 50 cm d'épaisseur puis une deuxième couche de fascinages croisée avec la précédente surmontée à son tour d'une deuxième couche de gravier de 30 cm d'épaisseur sur cette dernière on établit enfin l'encaissement. Les fascines ont des longueurs variables de l0,5 m à 2,5 m et des grosseurs entre 20 cm et 30 cm de diamètre. Les lits de fascines forment une sorte de grillage flexible léger perméable à l'eau, qui répartit le poids de la route sur une grande surface. Dans les marais d'eau douce on emploie des fascines vertes parce qu'elles peuvent y végéter.

### Zhulong et Macha en Chine
Le Système d'irrigation de Dujiangyan, situé dans la partie occidentale des plaines de Chengdu, à la jonction entre le bassin du Sichuan et le plateau du Qinghai -Tibet, construit vers 256 av.J.-C., modifié et agrandi au cours des dynasties Tang, Song, Yuan et Ming, utilise les caractéristiques topographiques et hydrologiques naturelles pour résoudre les problèmes de détournement d'eau pour l'irrigation, le drainage des sédiments, le contrôle des crues et le contrôle des écoulements, sans l'utilisation de barrages. Commencé il y a plus de 2 250 ans, il irrigue maintenant 668 700 hectares de terres agricoles. Des gabions en bambou remplis de pierres étaient utilisés pour retenir l'eau lors de la construction des digues.